# Lądowisko Ostrów Wielkopolski
Lądowisko Ostrów Wielkopolski – lądowisko sanitarne w Ostrowie Wielkopolskim, w województwie wielkopolskim, położone przy ul. Limanowskiego 20/22. Przeznaczone jest do wykonywania startów i lądowań śmigłowców sanitarnych i ratowniczych w dzień i w nocy o dopuszczalnej masie startowej do 5700 kg. 
Zarządzającym lądowiskiem jest Zespół Zakładów Opieki Zdrowotnej. W roku 2011 zostało wpisane do ewidencji lądowisk Urzędu Lotnictwa Cywilnego pod numerem 81
Oficjalne otwarcie lądowiska odbyło się 29 listopada 2010. Wziął w num udział m.in. ówczesny poseł Bartosz Arłukowicz